# 结集
結集，是释迦牟尼佛涅槃後諸弟子集會，為防止異見邪說，誦出佛說之法，結合集成大小乘經典。又作集結、集法、集法藏、結經、經典結集，亦稱為合誦或會誦。早期的佛教沒有書面和文字經典，僧眾以口頭傳誦方式傳承佛陀的教法。結集是指佛教僧團進行集會，由上座比丘主持，與會三藏比丘分別誦出佛的教法，由大眾對內容共同審定，再編成次第。不同的佛教宗派所共同承認的有二或三次的結集；經過多次結集，最终形成了現在經文的文字記錄。

## 詞源
結集的梵語saṃgīti，詞根爲saṃg-，和僧伽（saṃgha）的詞源相同，義爲集合的，印歐語同源詞如英文assemble（集合，收集）。

## 結集佛經次第
- 所有佛教宗派共同認同的結集：
  - 第一次結集（王舍城結集）：佛教初次興起時期，因為紙筆還未發明，沿袭古印度地区宗教典籍用口授传而没有文字記录。在佛陀入灭之后，眾弟子为了保证佛法的流传，在佛陀弟子大迦叶尊者的领导下，於灵鹫山下王舍城的七叶窟（英语：Saptaparni Cave）进行結集，共有五百名已證得四果羅漢的弟子参加。五百弟子共同推举阿难尊者口述結集“經”，推举优婆离尊者口述結集“律”，共同默契承认結集了經典的經律。此次結集称为王舍城結集、五百結集或七叶窟（英语：Saptaparni Cave）結集。根據不同宗派的經典，第一次結集還有如下幾種記載，被認為是在窟內結集的同時或不久後進行的，均為大眾部（傳聞是大乘佛教的前身）結集：
    - 窟外結集：婆師波为首的窟外大众部五藏結集。此傳聞據後世記載有萬人參與，但當時佛陀的僧團人只有一千兩百多人。 五比丘之一的波濕波（巴利文：Vappa），已證得四果羅漢，是上座部尊者因而非大眾部。《三論玄義》 提到的教授大眾部結集的婆師波可能是人名翻譯上的誤差而是另有其人。

  - 第二次結集（毘舍離結集）：在佛滅百年之後，共有七百人在吠舍离（毘舍離）进行。本次結集後出現了上座部与大众部的分裂，開啟了日後的部派佛教時期。
    - 大結集：在第二次結集後，被上座放逐的毘舍離的跋耆族惡比丘集合了一万人，进行了一次大型結集，萬人結集導致了上座部和大眾部發生根本分裂。

- 南传佛教中的部分宗派、北传佛教共同承認的結集：
  - 第三次結集（華氏城結集）：阿育王時代在孔雀帝國首都華氏城舉行，這次結集的經典是佛教向印度全境和境外傳播的基礎。
  - 第四次結集：
    - 不承認阿育王時期第三次結集的部派，將此次稱爲第三次結集。
    - 南傳佛教中又称阿卢寺結集或阿卢迦寺結集，指的是前一世纪末叶，於斯里兰卡玛杜勒的阿卢迦寺（阿卢迦洞）举行結集，参加結集的是以坤德帝沙长老为首的大寺派(即摩诃毗诃罗住部)的五百阿羅漢，本次結集首次把巴利语三藏寫在貝葉上成為文字記錄  。
    - 北傳佛教中又稱迦濕彌羅結集，在佛滅六百餘年後（或佛滅四百年後），以犍陀羅國迦腻色迦王为施主，由脇尊者發起，於迦濕彌羅國（今印度西北部），選拔五百比丘結集三藏造《大毘婆沙論》。而东南印度的人却没有参加，故此次結集被認為是地區性、部派性的結集。

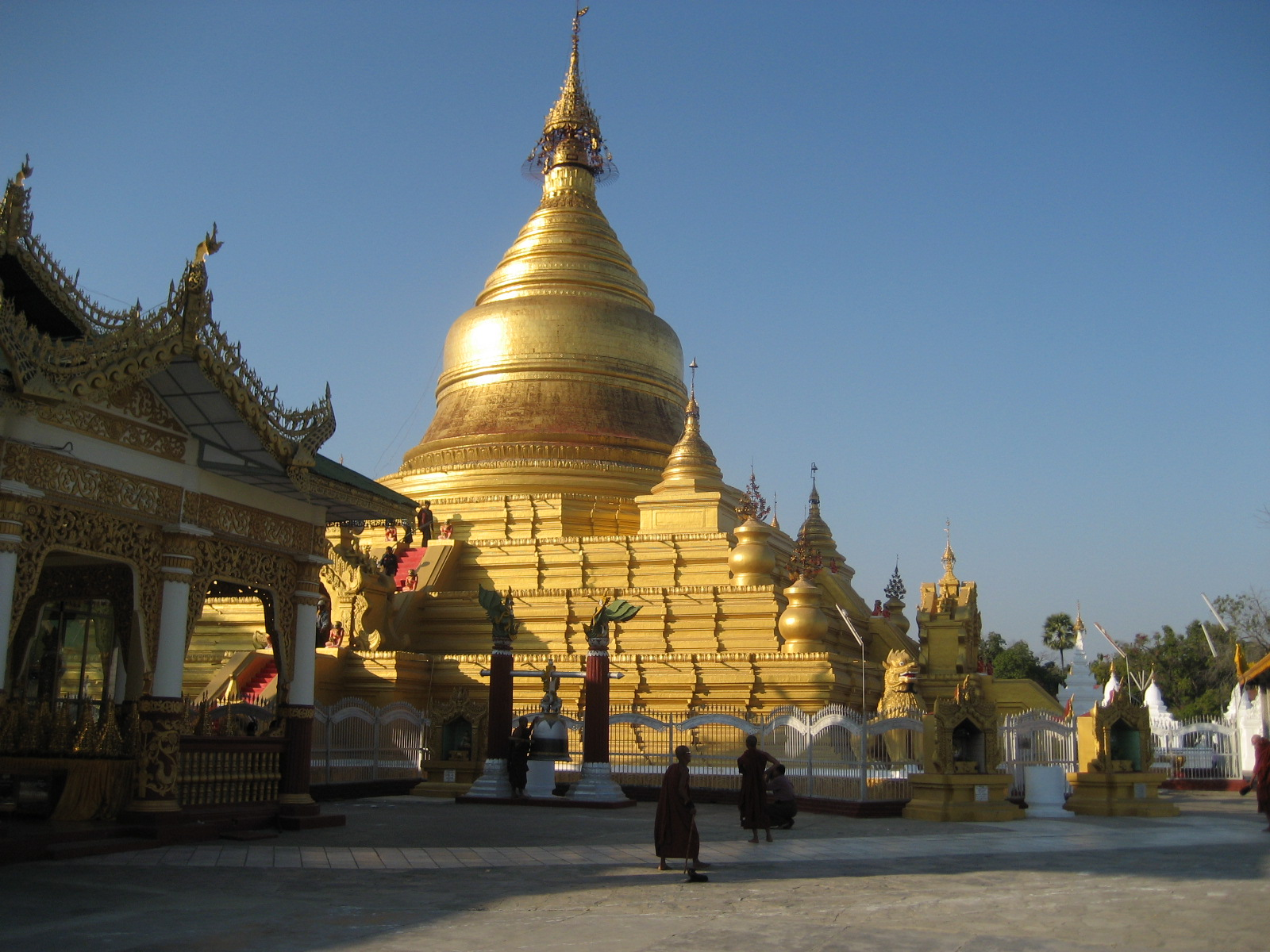
位於曼德勒的固都陶佛塔，收藏著敏东王時期緬甸第五次結集的三藏。

- 經緬甸主導的南傳佛教近現代的結集：
  - 第五次結集：据巴利文《教史（英语：Sasana Vamsa）·第六章：缅甸史》記载，1871年，缅甸国王敏东（Mindon，1853—1878在位）召集兩千四百位高僧，於首都曼德勒举行第五次結集，由國王主持。此次結集用五个月時間考订校对巴利三藏中以律藏爲中心的經典原文的同异。此次結集的三藏經典，镌刻在729块方形大理石上并竖立於曼德勒山麓固都陶佛塔（Kuthodaw，又譯拘他陀塔寺）中。
  - 第六次结集（英语：Sixth_Buddhist_council）：1954年5月17日卫塞节當日，缅甸佛教界於国家支持下举行第六次結集，目的在於团结佛教徒，增进上座部佛教之隆盛，提高缅甸独立国之地位。結集地点位于仰光北郊世界和平塔（英语：Kaba Aye Pagoda）上，周圍建筑仿照第一次結集时的七叶窟（英语：Saptaparni Cave）而擺設。此次結集以第五次結集所镌刻之729块大理石刻文为依据，并广採锡兰（斯里蘭卡）、泰国、高棉、伦敦巴利聖典協會文本，以及缅甸各种巴利文版本，作详细考订。此次結集邀请南传佛教各国比丘参加，北传国家比丘亦受邀观礼，费时二年多，至1956年之卫塞节完成。

## 其他說法
- 拘尸那羅結集：大藏經阿含部中的《佛般泥洹經》[1] 和《般泥洹經》[2] 記載在拘尸那羅舉行了首次四阿含經結集，在當時進行了文字作記录。有人以此作為第一次結集時已經將四阿含寫下來，非經過以後的幾次結集才完成四部阿含的證據。